# WHO I AM (ME:Iのアルバム)
『WHO I AM』（フーアイアム）は日本の女性アイドルグループ『ME:I』の1枚目のアルバム。2025年9月3日にLAPONE GIRLSより発売予定。

## 概要
キャッチコピーは「THIS IS ME, THIS IS I　私に似ているあなたを見つけて、共に未来に進んでいく」。
『WHO I AM』は、ME:Iがデビュー2年目にリリースする1枚目のアルバムである。これまでの音楽活動で発信してきたメッセージや歩みを集約した作品となっている。グループとしてのアイデンティティや方向性を示す内容に加え、ファンネーム「YOU:ME（ユーミー）」に込められた「メンバーとファンが共に歩む」という想いを反映し、メンバー同士の結束やファンとの絆が強調されている。
タイトル曲である「THIS IS ME:I」をはじめとした新曲5曲に加え、「第75回 NHK紅白歌合戦」でも披露されたデビュー曲「Click」や、「Hi-Five」「Sweetie」「MUSE」を含む既存曲である6曲を収録した全11曲のアルバムとなっている。
初回限定盤A(CD+DVD)、初回限定盤B(CD+DVD)、通常盤(CDのみ)、FC限定盤(ME:I OFFICAL STORE限定商品/CDのみ)の全4形態で発売される。
7月17日、NTTドコモ「Galaxy Z Fold 7」のテレビCMに出演。同CMでタイトル曲『THIS IS ME:I』がCMソングに起用されたことに伴い、音源の一部が初公開され、翌日18日には当アルバムに初収録される残りの新曲4曲の音源も一部先行公開された。
7月28日、タイトル曲『THIS IS ME:I』のデジタルリリースを開始、ミュージック・ビデオを公開。
9月1日、全曲デジタルリリース開始予定。

## 収録曲

### CD（全盤共通）
1. THIS IS ME:I (2:59)[6]
作詞：Rose Blueming, Se.A, YOUHA
作曲：Jung Hohyun (e.one), Se.A, YOUHA
編曲：Jung Hohyun (e.one)
  - 1stアルバム『WHO I AM』の表題曲。
2. Royal Energy (2:49)[6]
作詞：Rose Blueming, Se.A, Charlie McClean
作曲：Se.A, Charlie McClean, Goldash, ROHXN
編曲：Goldash, ROHXN
3. キラキラ (3:10)[6]
作詞：RURU
作曲：GARDEN, SAINT, SEORA, ESUN
編曲：GARDEN, SAINT, ESUN
4. Fan Letter (3:18)[6]
作詞：Nishino Komyaku, Masami Kakinuma (Relic Lyric, Inc.)
作曲：FLUM3N, SKINNER BOX
編曲：FLUM3N
5. Summer Magic (2:53)[6]
作詞：Hiyori Nara
作曲：NadaNiel, Samuel Kim, Enthos, Song Chiwook, Isak Alvedahl
編曲：NadaNiel, Samuel Kim
6. Click (2:45)[6]
作詞：Rose Blueming, Masami Kakinuma (Relic Lylic,inc.)
作曲：Timothy Tan, Daniel Roughley, Ciara Muscat, JAR (153/Joombas)
編曲：Timothy Tan, Daniel Roughley
振付：YUMEKI, TeamSame
  - 1stシングル『MIRAI』の表題曲。
7. Hi-Five (2:45)[6]
作詞：Mayu Wakisaka
作曲：Anna Timgren, Alexei Viktorovitch
編曲：Alexei Viktorovitch
振付：YUMEKI, THe.ODD (Kim Eunhye.DUCK)
  - 2ndシングル『Hi-Five』の表題曲。
8. Sweetie (2:34)[6]
作詞：Masami Kakinuma (Relic Lylic,inc.)
作曲：Garden, Tim Tan, Ciara Muscat, Krady
編曲：Garden, Krady
振付：Chae dasom @Freemind
  - デジタルシングル『Sweetie』の表題曲。
9. MUSE (2:53)[6]
作詞：Yui Mugino
作曲：Jung Hohyun(e.one), Paulina “PAU” Cerrilla, Rico Greene, Caroline Gustavsson, Okhan Uenver, Seung A Lee, Sofia Quinn
編曲：Jung Hohyun(e.one)
振付：YUMEKI, RIYURI, Hae Ri Park @MOTF, Beom Kim @MOTF
  - 3rdシングル『MUSE』の表題曲。
10. Ready Go (3:20)[6]
作詞：Masami Kakinuma (Relic Lyric, Inc.)
作曲：Daisuke “D.I” Imai, MINTAKHA (Relic Lyric, Inc.)
編曲：Daisuke “D.I” Imai (Relic Lyric, Inc.)
振付：Toshiya
  - 3rdシングル『MUSE』のダブル表題曲。
11. Million Stars (English Ver.) (3:07)[6]
作詞：Mayu Wakisaka
作曲：GARDEN, Mayu Wakisaka
編曲：GARDEN
振付：NAIN, KINA @TURNS
  - 3rdシングル『MUSE』の収録曲の英語版。

初回限定盤A
DVD (“WHO I AM” Jacket Shooting Behind)
初回限定盤B
DVD (‘THIS IS ME:I’ Recording Behind)

## テレビ番組での披露
- 2025年8月4日にTBS系で生放送された音楽番組『CDTVライブ!ライブ!』に出演し「THIS IS ME:I」をテレビで初披露[9]。
- 注釈がない番組は『THIS IS ME:I』をフルサイズで披露。

| 放送日         | 番組名             | 放送局         | 出典   | 注釈              |
| -------------- | ------------------ | -------------- | ------ | ----------------- |
| 2025年08月04日 | CDTVライブ!ライブ! | TBS系          | [ 9 ]  | [ 注 1 ]          |
| 2025年08月15日 | バズリズム02       | 日本テレビ系列 | [ 10 ] | [ 注 1 ] [ 注 2 ] |